# The Vivienne
James Lee Williams (Colwyn Bay, Gales, 12 de abril de 1992-5 de enero de 2025), conocido por el nombre artístico The Vivienne, fue una drag queen galesa. Fue nombrada la primera embajadora de RuPaul's Drag Race en el Reino Unido en 2015, y en 2019, ganó la primera temporada de RuPaul's Drag Race UK. The Vivienne recibió como premio ser protagonista de su propia serie web, más tarde titulada 'The Vivienne Takes in Hollywood. La serie se estrenó el 9 de abril de 2020 en BBC Three y sigue a la drag queen en su aventura a Hollywood para producir un video musical.

## Carrera artística
Vivienne recibió su nombre porque era conocida por llevar conjuntos de Vivienne Westwood. Ha trabajado en muchos bares de Liverpool, incluidos G-bar y Heaven. En mayo de 2015, fue coronada embajadora de RuPaul's Drag Race en el Reino Unido.
El 21 de agosto de 2019, Vivienne fue anunciada como una de las diez concursantes en competir en la primera temporada de RuPaul's Drag Race UK. En septiembre de 2019, participó en Jag Race, una competencia de carreras en colaboración con Jaguar Cars. Vivienne participó por Sahir House, una organización benéfica de Liverpool que proporciona un espacio seguro para discutir sobre el VIH. De noviembre a diciembre de 2019, Vivienne, junto con el elenco de la primera temporada de RuPauls Drag Race UK, se embarcó en una gira, organizada por la exconcursante de la edición original Alyssa Edwards.

## Vida personal
James Lee Williams se casó en 2019.
Falleció el 5 de enero de 2025 a los 32 años; luego de que su familia se negara a dar causas de su fallecimiento. El 17 de marzo del mismo año dieron a conocer que fue un paro cardiaco a causa de una sobredosis de Ketamina.

## Filmografía
| Año  | Título                         | Papel        | Notas                 |
| ---- | ------------------------------ | ------------ | --------------------- |
| 2016 | RuPaul's Drag Race             | Sí misma     | Serie 8 - Episodio 4  |
| 2016 | Absolutely Fabulous: The Movie | Drag Queen   | Película              |
| 2019 | Just Tattoo of Us?             | Sí misma     | Huésped               |
| 2019 | RuPaul's Drag Race UK          | Sí misma     | Ganadora              |
| 2019 | The Big Fat Quiz of the Year   | Sí misma     | Edición 2019          |
| 2020 | RuPaul's Drag Race             | Donald Trump | Serie 12 - Episodio 1 |
| 2020 | Celebrity Juice                | Ella misma   | Invitada- 2 episodios |
| 2022 | RuPaul's Drag Race: All Stars  | Ella misma   | Serie 7               |

| Año       | Título                   | Papel        | Notas                    | Ref.   |
| --------- | ------------------------ | ------------ | ------------------------ | ------ |
| 2015      | Transformations          | Ella misma   | Invitada                 |        |
| 2019      | Jag Race                 | Sí misma     | Attitude                 |        |
| 2019-2020 | Morning T&T              | Donald Trump | Serie de World of Wonder | [ 14 ] |
| 2020      | The WOW Report           | Sí misma     | Invitada                 |        |
| 2020      | I Like to Watch UK       | Sí misma     | Serie web de Netflix UK  |        |
| 2020      | God Save the Queens      | Sí misma     | Serie de World of Wonder | [ 15 ] |
| 2020      | Vivienne Takes Hollywood | Sí misma     | Serie de World of Wonder | [ 16 ] |
| 2020      | Trump Learns Things      | Donald Trump | Serie de World of Wonder |        |

| Predecesora: - | Ganadora de RuPaul's Drag Race UK 2019 | Sucesora: Lawrence Chaney |